# 欧根亲王号列车
欧根亲王号（德語：Prinz Eugen）是曾经运行于德国西北部不来梅、汉诺威及汉堡等城市至奥地利首都维也纳间一班国际列车所使用的名称，由德国联邦铁路（1994年后为德国铁路）及奥地利联邦铁路在1971年至2004年间共同经营。其命名源自近代欧洲历史上最成功的军事将领之一欧根亲王，后者将曾奧地利哈布斯堡王朝发展至巅峰。列车自开行以来曾先后被纳入全欧快车、城际列车、欧城列车及城际快车等类别，直至2004年被撤销命名。

## 历史
由维尔茨堡经纽伦堡、雷根斯堡、帕绍及林茨至维也纳的铁路是连接德国及奥地利的重要铁路线之一，自19世纪以来，已有不同的国际列车（如奥斯滕德-维也纳快车及其后来并入的东方快车）在奥斯滕德至维也纳之间提供运营。1957年，在全欧快车类别设立后，当局也曾就开行从鹿特丹经科隆及帕绍至维也纳的列车进行审议，但因故一直被推迟。因此在1971年以前，全欧快车均未设班次通往奥地利首都。

### 全欧快车
1971年9月26日，连接德国不来梅、经汉诺威及维尔茨堡往返于奥地利维也纳间的欧根亲王号开始正式以全欧快车（TEE）类别运作，成为唯一一班通达维也纳的全欧快车。其命名源自出生于法国贵族家庭、后在奥地利从军的萨伏伊-卡里尼昂亲王弗朗索瓦-欧根（欧根亲王）。虽然该人物在奥地利被视为英雄，但不同的国家对其功过也有不同的评价。这在当年的欧洲铁路客车运行图会议上曾引发争议，然而列车的运营方德国联邦铁路及奥地利联邦铁路仍执意采用此名称。
与此同时，德国联邦铁路开始构建由四条线路组成的城际列车网络，因此欧根亲王号在不来梅至纽伦堡区间的经路也被纳为城际列车4号线的组成部分。它可以在汉诺威火车总站接驳运行于城际列车3号线（汉堡－巴塞尔）的外交官号（Diplomat），并在维尔茨堡火车总站与南行的威廉·布施号（Wilhelm Busch）及北行的多姆之箭号（Dompfeil）接驳——后两者均在城际列车2号线（汉诺威－科隆－法兰克福－慕尼黑）中运行,从而实现鲁尔区及莱茵-美因区与维也纳之间的连接。
在欧根亲王号全程1079公里的路线中，其最初的运行时间为下行（维也纳方向）10小时29分、上行（不来梅方向）10小时27分。这一时刻表的排定、尤其是汉诺威－维尔茨堡区间往后的时刻对于许多乘客而言太迟了。但考虑到与其它城际列车的接驳问题，其于1972年夏季的运行图调整中仅加快了20分钟。
| 97次 | 97次  | 停靠站   | 96次  | 96次 |
| 里程 | 时刻  | 停靠站   | 时刻  | 里程 |
| ---- | ----- | -------- | ----- | ---- |
| 0    | 12:07 | 不来梅   | 17:45 | 1079 |
| 122  | 13:12 | 汉诺威   | 16:49 | 957  |
| 311  | 15:03 | 贝布拉   | 14:49 | 768  |
| 479  | 16:47 | 维尔茨堡 | 13:11 | 600  |
| 574  | 17:44 | 纽伦堡   | 12:13 | 505  |
| 674  | 18:46 | 雷根斯堡 | 11:10 | 405  |
| 812  | 19:55 | 帕绍     | 10:06 | 267  |
| 893  | 21:07 | 林茨     | 08:52 | 186  |
| 1079 | 23:00 | 维也纳   | 07:00 | 0    |

1971年的德国城际列车网络

1973年6月3日，全欧快车伊拉斯谟号（海牙－慕尼黑）开始投入服务，并沿城际列车2号线运行。欧根亲王号开始与其在维尔茨堡实现双向接驳，从而承担荷兰往返于维也纳的连接任务。同时城际列车3号线的时刻表也进行了调整，往维也纳方向的欧根亲王号可以在汉诺威接驳另一班全欧快车赫尔维蒂亚号前往瑞士苏黎世。关于荷兰与奥地利的连接，运行于城际列车1号线的全欧快车莱茵的黄金号也搭载有联运车厢由曼海姆前往萨尔茨堡。德国联邦铁路曾计划将其运行线路东延至维也纳，但因遭到奥地利联邦铁路的反对而无法实现。
欧根亲王号在帕绍－维也纳区间的客运量长期维持低下水平。为此德国联邦铁路在1974年建议将列车线路缩短为不来梅－帕绍，作为德国的国内列车运行。但此举再度遭到奥地利联邦铁路的反对。作为替代，后者提出改变列车的途中运行线路，即行经客运需求量较大的地区，例如莱茵-鲁尔城市群以及法兰克福。
在得到各界的认可后，欧根亲王号自1976年5月30日起将列车线路调整为汉诺威－维也纳，其中汉诺威－维尔茨堡区间改为经由城际列车2号线（途经多特蒙德、科隆及法兰克福）运行；与此同时，原本经由城际列车2号线运行的伊拉斯谟号在美因茨－慕尼黑区间改为经由城际列车1号线（途经曼海姆、斯图加特）运行。两班列车在科隆火车总站实现相互中转，按路线调整前的方式维持荷兰至维也纳间的连接。欧根亲王号原使用的城际列车4号线时刻则被德国本土运营的雅各布·富格尔号（Jakob Fugger）所接替，它在维尔茨堡火车总站与欧根亲王号实现接驳。而城际列车4号线在此前已计划将除德国联邦铁路403型电联车以外的运营车型均加载二等车厢，这也是全一等车厢等级的全欧快车欧根亲王号被转移至城际列车2号线运行的原因之一。其继任者雅各布·富格尔号则是搭载了二等车厢提供服务。
欧根亲王号在汉诺威－维也纳间的行程达到1286.6公里，成为有史以来运行距离最长的全欧快车班次。同时，它也是1970年代末期仅有于奥地利境内运行的三班全欧快车之一（另外两班分别为米迪奥拉姆号和蓝龙胆号）。这一时期列车的单程运行时间约为13小时。由于汉诺威－维尔茨堡段在经由城际列车2号线迂回运行后，其行程比经由城际列车4号线多出300公里以上，因此耗时也比此前多出约3小时11分。

### 城际/欧城列车

欧根亲王号（红）及伊拉斯谟号（蓝）运行线路的变迁

自1978年5月28日起，行经城际列车2号线的班次在原则上需要在编组中配备二等席别，因此欧根亲王号在法兰克福－维也纳区间开始加挂奥地利联邦铁路提供的二等车厢运行。基于该原因，欧根亲王号已不再符合全欧快车标准，它在德国境内被纳入城际列车（IC）类别，在奥地利境内则被纳入快速列车（Expresszug）类别。至1979年5月27日，德国境内的所有城际列车班次均开始搭载二等车厢，欧根亲王号的二等车厢编组也开始被运用至全运行区间。在同时进行的运行图调整中，列车往维也纳方向的班次延长至布伦瑞克始发。
在1980年6月1日进行的夏季运行图调整中，欧根亲王号的运行线路被改变为汉堡－维也纳，其中汉堡－汉诺威段经由城际列车3号线运行，汉诺威－维尔茨堡段经由城际列车4号线运行。而随着城际列车类别开始拓展应用至国际服务中，欧根亲王号在奥地利境内也被纳入这一类别。汉堡－维也纳间的行程为1061公里，单程运行耗时约为12小时09分。此外在1982年5月23日，另一班原运行于法兰克福经帕绍至维也纳的约翰·斯特劳斯号（Johan Strauß）也升级为城际列车类别。这班列车自1968年开行，1980年时便曾计划升级至城际列车，但被搁置。完成升级后，其运行线路被延长为科隆－维也纳。
1987年5月31日，欧城列车（EC）作为一种新的国际列车服务类别面世，欧根亲王号及约翰·斯特劳斯号随即被纳入这一类别。至1989年5月28日，帕绍至维也纳区间又开行了一班新的欧城列车弗朗茨·李斯特号（Franz Liszt）,但其运行线路更长，由多特蒙德－布达佩斯。
在1991年6月2日的运行图调整中，随着城际快车投入运营，德国的城际列车网络开始进行重组。欧根亲王号在纽伦堡－帕绍区间首次被纳入城际列车1号线（基尔/韦斯特兰 (德国)－汉堡－多特蒙德－科隆－法兰克福－纽伦堡－慕尼黑/帕绍），组成发车间隔为两小时一班的运行网络。在欧根亲王的运行线路被延长至基尔－维也纳后，其在德国境内则完全经由城际列车1号线运行，行车时间也因迂回的线路而比此前多出3小时45分至50分。此时在帕绍至维也纳的线路上共有4班欧城列车提供运营，它们分别为：
- 23/22次 约翰·施特劳斯号：科隆－维也纳
- 25/24次 弗朗茨·李斯特号：多特蒙德－布达佩斯
- 27/26次 约瑟夫·海顿号：汉堡－维也纳
- 29/28次 欧根亲王号：基尔－维也纳

在1995年9月24日的运行图调整中，因汉堡至基尔之间的线路需要进行电气化改造，欧根亲王号的运行线路又被缩短为汉堡－维也纳。

### 城际快车

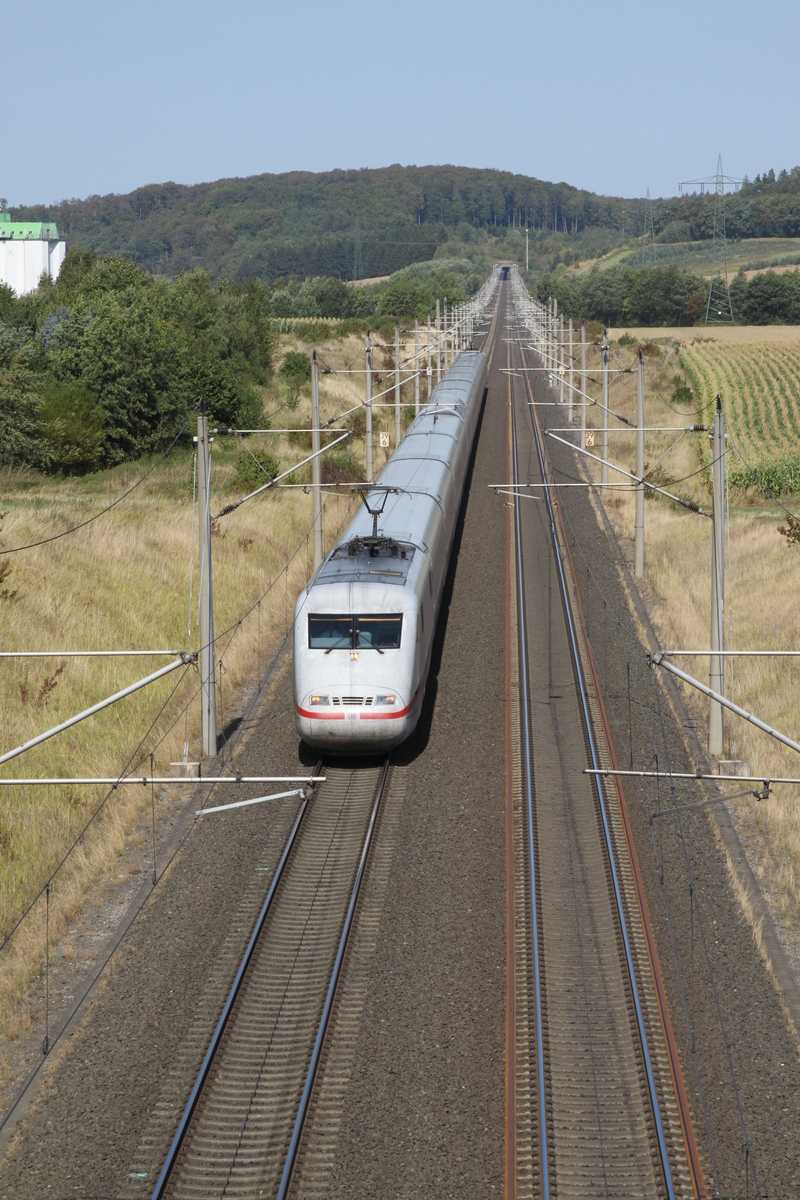
运行于汉堡-维尔茨堡高速铁路的城际快车

1998年5月24日，欧根亲王号开始使用ICE-1列车投入城际快车（ICE）服务，并在德国境内经由汉诺威-维尔茨堡高速铁路运行，成为首班进入奥地利的城际快车。
2003年12月24日，由汉堡经鲁尔区至维也纳运行的另一班欧城列车约瑟夫·海顿号（Joseph Haydn）被非命名的城际快车服务取代。它采取与欧根亲王号不同的迂回线路，在科隆－法兰克福之间运行于与科隆-莱茵/美因高速铁路并行的普速线，总行程达到1445公里，是运行距离最长的城际快车。然而，由于列车仅在既有的普速线中运行，其平均行车速度仅为103公里/小时。
自2004年12月12日起，欧根亲王号的名称也不再使用，仅有车次编号ICE91/90次获得保留。在2007年12月9日的运行图调整中，发车间隔为两小时一班的城际快车在法兰克福－维也纳间的投入服务，原欧根亲王号使用的ICE91/90次被撤销。但在2010年12月12日起执行的冬季运行图中，汉堡至维也纳间的ICE91/90次又再度恢复开行。此时除了ICE91/90次之外，法兰克福至维也纳间还提供有另外5对发车间隔为两小时一班城际快车服务，其中有2对延长至多特蒙德往返。然而，这些列车在科隆－法兰克福之间仍是沿普速线运行，并在多特蒙德－科隆区间分别途经埃森和哈根。

## 机车车辆

### 客车车厢

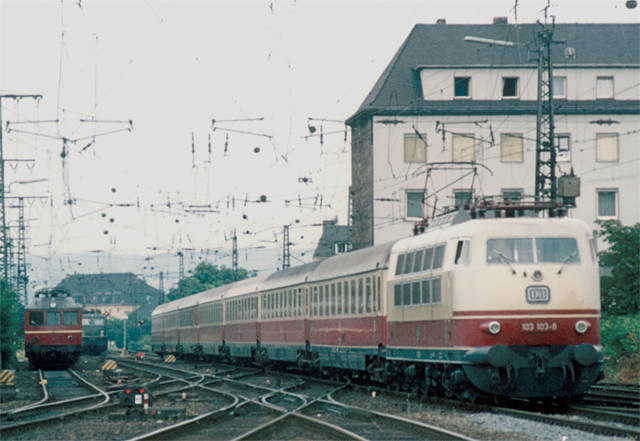
由103型电力机车牵引的全欧快车/城际列车车厢编组（1975年）

欧根亲王号在开行初期使用莱茵的黄金型车厢，这是德国联邦铁路在1962年专为长途列车莱茵的黄金号所设计及稍作改进的型号，它们也成为德国联邦铁路所担当的全欧快车或城际列车的车厢规范。客车在1971年的标准编组由4节一等车厢构成，包括1节开放座车、1节餐车及2节隔间座车。
1972年夏天，列车减少1节隔间座车，变为3节编组。然而它仍然会于繁忙时期在不来梅－帕绍区间加挂，至1975年列车重新恢复4节编组。值得注意的是，欧根亲王号在这一时期使用的是由不来梅车辆段提供的车辆，后者担当每两日一个来回的套跑。由于其车辆通常会结合多班全欧快车或城际列车执行一项复杂的套跑任务，因此欧根亲王号也不例外，其车辆也会被用作其它列车。
1976年，欧根亲王号的运行区间变更为汉诺威－维也纳，其全程的标准编组由1节隔间座车、1节开放座车及1节隔间座车/酒吧车合造车构成；工作日中还会在汉诺威－帕绍区间加挂3节车厢编组（包括2节隔间座车及1节开放座车）。自1978年起，列车开始在法兰克福－维也纳区间搭载由奥地利联邦铁路提供的二等车厢。至1979年，二等车厢又被纳入运行全程的标准编组，但所用的二等车厢已被德国联邦铁路的城际列车车厢所取代。
在欧根亲王号转变为欧城列车类别后，仍使用与此前相同的车厢。其于1987年的标准编组由1节一等开放座车、1节一等隔间座车、1节餐车、2节二等开放座车及1节二等隔间座车构成，当中在汉堡－帕绍区间还会额外加挂2节二等开放座车。

### 牵引机车
欧根亲王号在全欧快车时代主要使用德国联邦铁路103型电力机车担当本务，其牵引范围涉及整个运行区间，包括奥地利领土境内。103型电力机车此后也被运用至城际列车和欧城列车服务，但在帕绍－维也纳区间亦开始使用奥地利联邦铁路1044型电力机车担当。

### 动车组
1998年，当欧根亲王号被纳入城际特快列车类别后开始使用ICE-1列车（德国铁路401型）。而在2003年被纳入这一类别的原约瑟夫·海顿号也使用相同的车型。
自2007年起，运行于多特蒙德/法兰克福－维也纳的城际特快列车更换为具备摆式技术、采取7节固定编组的ICE-T列车（德国铁路411型/奥地利联邦铁路4011型）。此外，列车在德国境内还会与采取5节固定编组的ICE-T列车（德国铁路415型）重联运行。

## 脚註
1. 1 2  Malaspina 2005，第90-91頁.
2. ↑  Scharf & Ernst 1983，第312頁.
3. ↑  Tennant 1975，第99頁.
4. 1 2 3  Mertens & Malaspina 2007，第318-319頁.
5. ↑  Scharf & Ernst 1983，第385頁.
6. ↑  Scharf & Ernst 1983，第356頁.
7. 1 2  Mertens & Malaspina 2007，第320-321頁.
8. ↑  Scharf & Ernst 1983，第358-363頁.
9. ↑  Scharf & Ernst 1983，第416頁.
10. 1 2  Mertens & Malaspina 2007，第318頁.
11. ↑  Mertens & Malaspina 2007，第282頁.
12. ↑  Nock 1978，第86-87頁.
13. 1 2  Scharf & Ernst 1983，第421頁.
14. 1 2  Scharf & Ernst 1983，第451頁.
15. ↑  Scharf & Ernst 1983，第471頁.
16. ↑  Malaspina 2006，第16-18頁.
17. ↑  Malaspina 2006，第25頁.
18. ↑  Scharf & Ernst 1983，第497頁.
19. ↑  Malaspina 2006，第29頁.
20. ↑  Malaspina 2006，第35頁.
21. ↑  Cook 1989，第5頁.
22. ↑  Pillmann & THD 2008，第60-61頁
23. ↑  Cook 1991，第72頁.
24. ↑  Cook 1991，第800頁.
25. ↑  Cook 1995，第3頁.
26. ↑  Cook 2003，第28頁.
27. ↑  Malaspina 2005，第92頁.
28. 1 2 3 4  Mertens & Malaspina 2007，第321頁.
29. 1 2  Koschinski 2008，第79頁.
30. ↑  Cook 2007，第41頁.
31. ↑  Cook 2010，第37頁.
32. ↑  Cook 2010，第64頁.
33. ↑  Mertens & Malaspina 2007，第102-111頁.
34. ↑  Scharf & Ernst 1983，第356頁.
35. 1 2  Malaspina 2005，第96頁.
36. ↑  Koschinski 2008，第84-85頁.